# Mitra

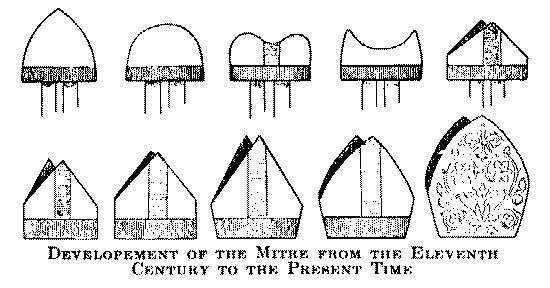
Die Entwicklungsgeschichte der lateinischen Mitra

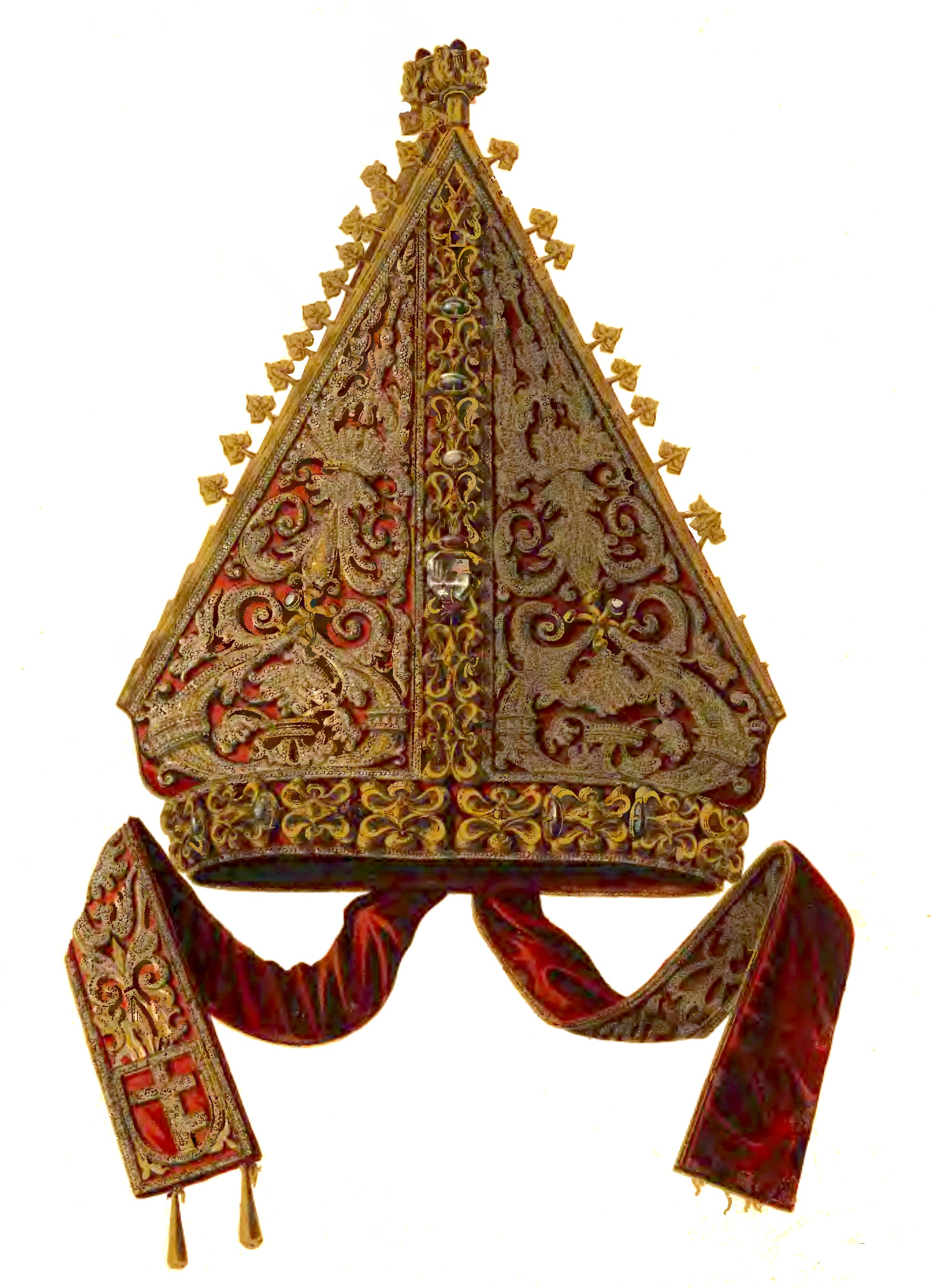
Mitra aus dem 19. Jahrhundert mit Pendilienbändern

Die Mitra (altgriechisch μίτρα ‚Stirnbinde‘; Plural Mitren) ist die traditionelle liturgische Kopfbedeckung der Bischöfe vieler christlicher Kirchen. Auch andere kirchliche Würdenträger mit eigenem Jurisdiktionsbereich (z. B. bestimmte Äbte) tragen Mitren. Die Mitra wird heute nur bei Pontifikalhandlungen im Gottesdienst getragen und gehört zu den Liturgischen Gewändern.

## Bedeutung und Form
„Was die doppelhörnige Mitra mit den gleichmäßigen Spitzen bedeutet: die gleichmäßig vollkommene Kenntnis des Alten und Neuen Testamentes.“

Seit dem 11. Jahrhundert entwickelt sich die Mitra, die zu den Pontifikalien gehört, in der Kirche (außer in den meisten Ostkirchen) zur heutigen Form. Die Bedeckung des Hauptes besteht an Stirn- und Nackenseite aus den beiden kopfstehenden Schilden (cornua). Das Innenfutter der Mitra ist immer noch einer Mütze ähnlich. Umfasst wird dieses von festerem Stoff, der vorne und hinten spitz zuläuft. Nach hinten hängen zwei Pendilien-Bänder, die so genannten Infuln oder Vittae, bis auf die Schultern herab; diese beiden Bänder stehen symbolisch für das Alte und das Neue Testament.
In dieser Form wird die Mitra heute vor allem von alt- und römisch-katholischen Bischöfen und infulierten Äbten und Prälaten getragen, aber auch von anglikanischen und von einigen ostkirchlichen Bischöfen, wie es beispielsweise bei den armenisch-orthodoxen, den Bischöfen der Mar-Thoma-Kirche üblich ist, aber auch von manchen Bischöfen der mit Rom unierten Ostkirchen. Der Gebrauch der Mitra ist darüber hinaus bei einer Reihe von lutherischen Kirchen verbreitet, z. B. in der Evangelisch-Lutherischen Kirche Lettlands und in der Schwedischen Kirche.
In der katholischen Kirche des Westens entwickelten sich drei verschiedene Klassen von Mitren.
- Mitra pretiosa – die „kostbare Mitra“ ist üblicherweise reich verziert (vor allem ältere Mitren sind manchmal mit Juwelen und Halbedelsteinen ausgestattet und mit Goldfäden bestickt)
- Mitra auriphrygiata – die „goldene Mitra“ wird entweder aus einem durchgehend goldfarbenen Stoff gearbeitet oder ist aus weißer Seide, in die Gold- und Silberfäden eingestickt sind.
- Mitra simplex – die „einfache Mitra“ besteht aus weißem Seidendamast, Seide oder Leinen. Die Vittae enden in roten Fransen.

Während der Pontifikalfunktionen wurden in der Regel immer zwei Mitren gebraucht, d. h. entweder Mitra pretiosa und Mitra auriphrygiata oder aber Mitra auriphrygiata und Mitra simplex.
Seit der Liturgiereform des 2. Vatikanischen Konzils werden normalerweise nur noch folgende zwei Formen der Mitra verwendet:
- Mitra simplex – die „einfache Mitra“ und
- Mitra ornata – die „verzierte Mitra“.

Ihre Wahl richtet sich jeweils nach dem Anlass der Feier, wobei stets nur eine einzige Mitra ohne Wechsel der Modelle benutzt wird.

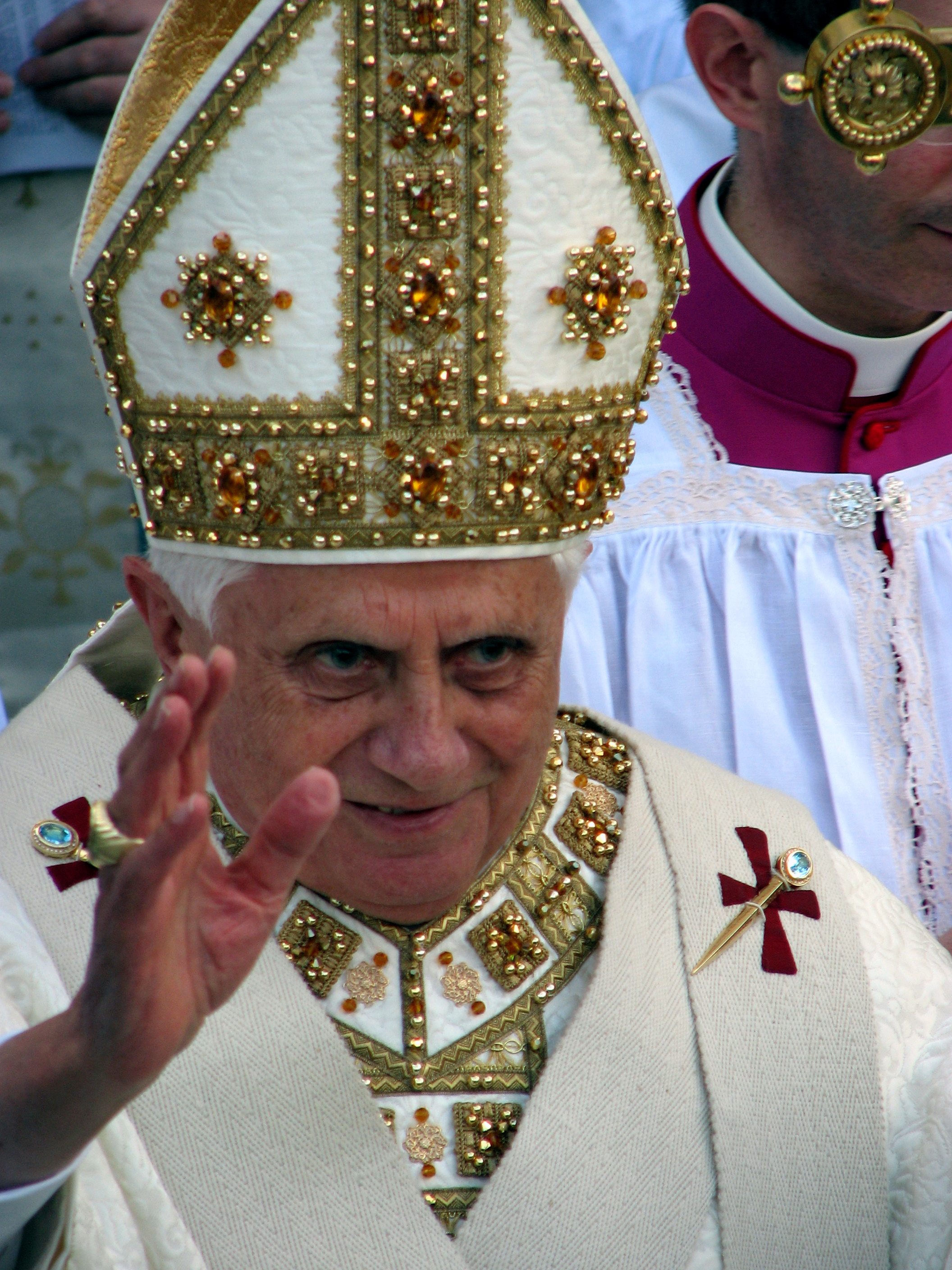
Mitra pretiosa (ornata)
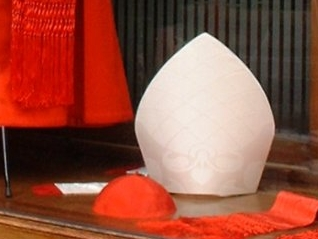
Mitra simplex, zusammen mit dem Pileolus
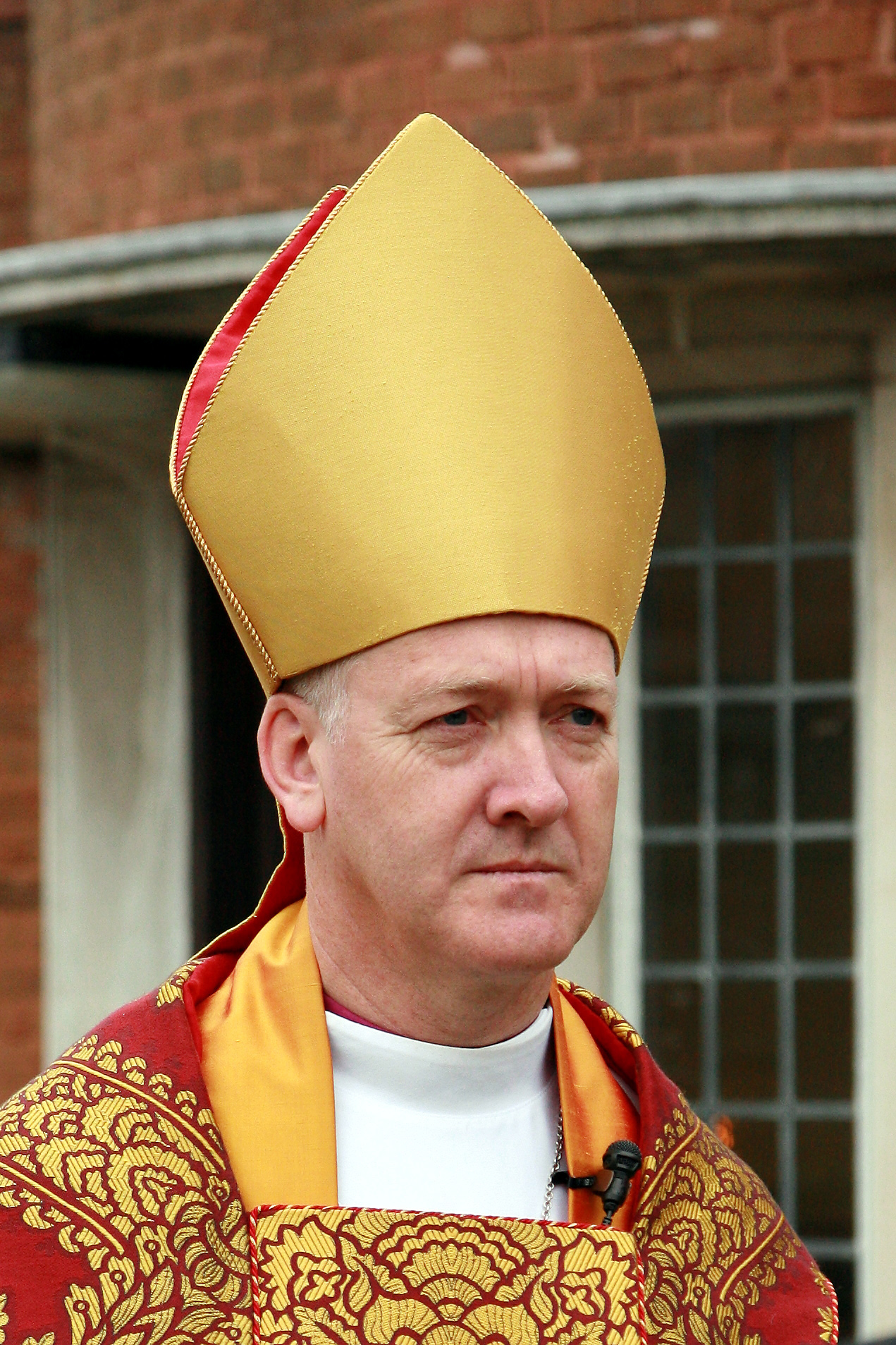
Mitra auriphrygiata

Die Frauenfelder Mitra stammt aus der Zeit des Konstanzer Konzils (1414–1418).

## Ostkirchen
In der orthodoxen Kirche ist die Mitra (μίτρα) eine hohe gewölbte, kronenförmige Mütze (Stephanos (Bischofskrone)). Statt der Bänder wird die Mitra dort nach hinten von einem Tuch umschlossen. Die Mitra (Krone) wird vom Bischof, aber auch von Erzpriestern getragen, denen dieses Recht verliehen wurde. Sie werden Mitrophoroi (Mitrenträger) genannt. Ursprünglich bestand die Mitra aus einem Metallreif, über dem zwei kreuzförmig gebogene Metallstreifen angebracht waren. Das Metall wurde mit Email, Edelsteinen und Perlen geschmückt, wobei der Zwischenraum mit Samt, Seide oder Metallplättchen ausgefüllt wurde. Diese Verzierungen symbolisieren die Vielfalt der Tugenden Christi. An vier Seiten des Metallreifs waren Symbole der vier Evangelisten (Mensch, Löwe, Stier und Adler) oder kleine Ikonen angebracht. Da diese Metall-Mitren zwei bis drei Kilogramm wogen, setzten sich seit dem Ende des 18. Jahrhunderts leichtere, gestrickte Mitren durch, die mit kostbaren Stoffen verziert waren. In der zweiten Hälfte des 15. Jahrhunderts wurden in der Griechisch-orthodoxen Kirche zum ersten Mal Mitren getragen, deren Vorbild die Kaiserkrone der byzantinischen Kaiser war. In Russland wurde 1589 zuerst eine Mitra verliehen. Russische Mitren sind größer als griechische und sitzen daher über den Augenbrauen, während griechische Mitren die Stirn weitgehend unbedeckt lassen. Die Mitra wird vom Großen Einzug bis zur Kommunion abgesetzt. Der Bischof trägt während der Lesung des Evangeliums die Mitra, während andere Mitrenträger sie absetzen.

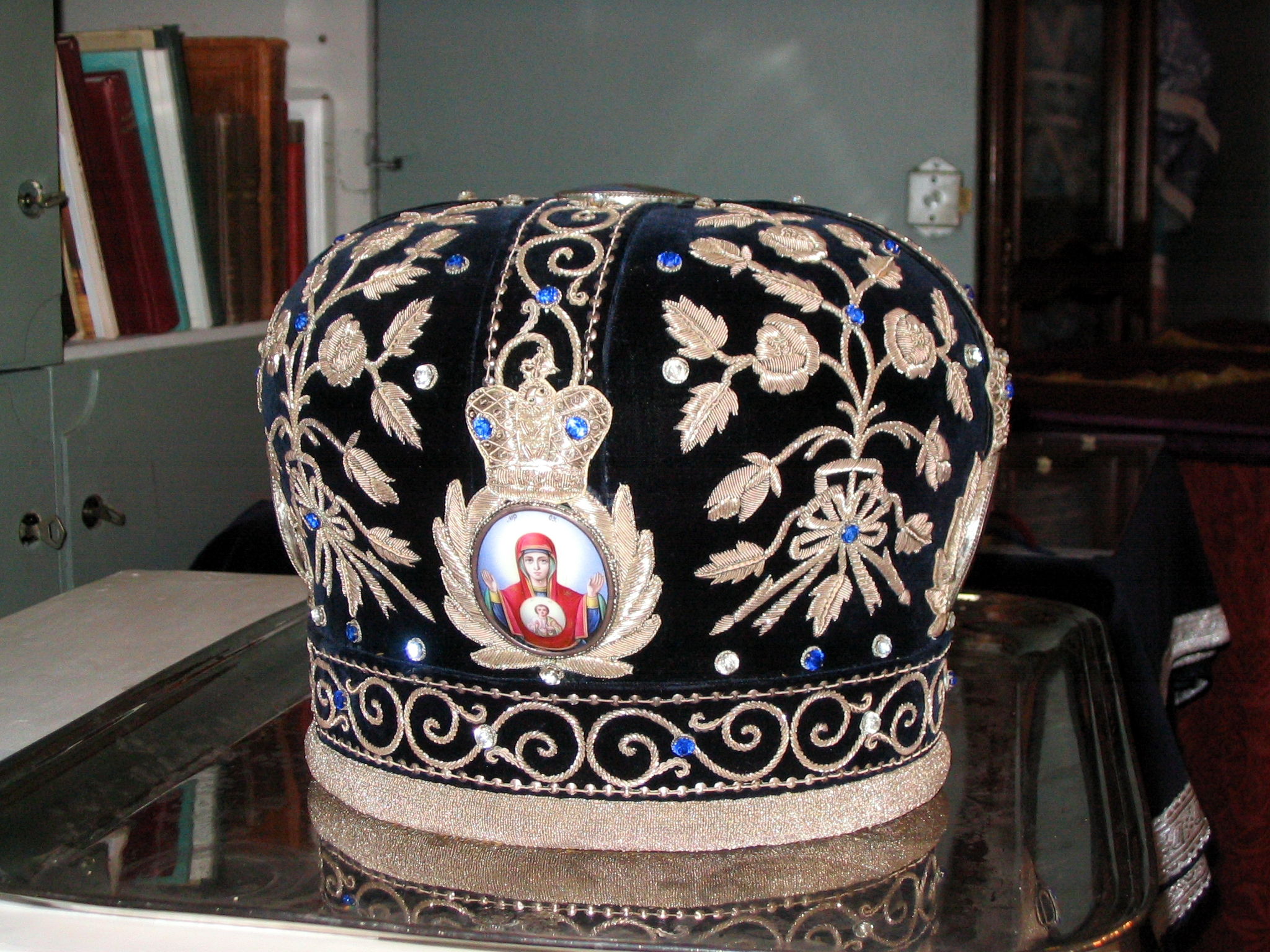
byzantinisch-orthodoxe Mitra
Russische orthodoxe Mitra um 1650
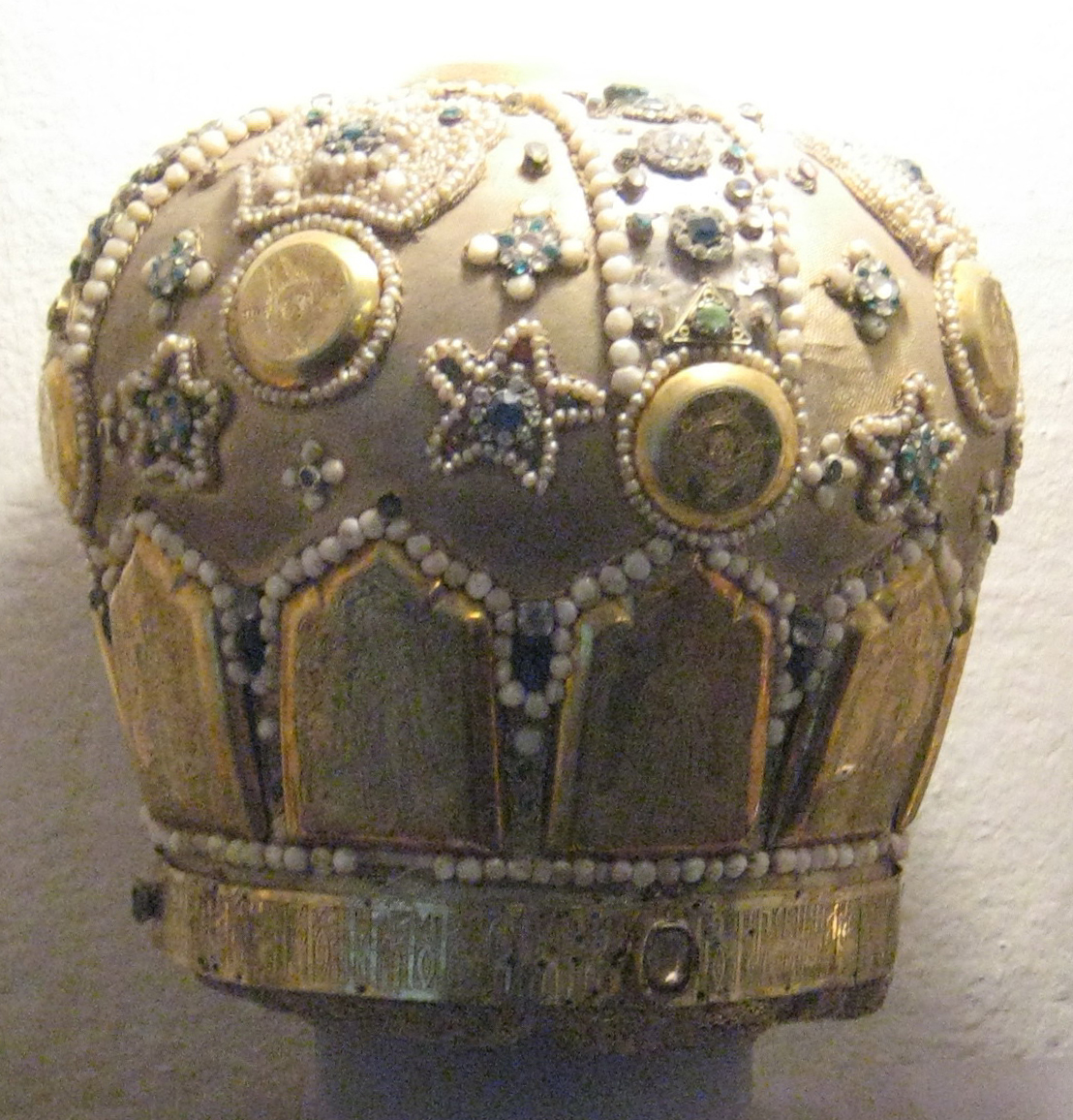
Russische orthodoxe Mitra 1889, Mirosch-Kloster (Pskow)

Die Katholikoi und Bischöfe der armenisch-apostolischen Kirche sowie mancher katholischer Ostkirchen tragen eine Mitra westlicher Art.

## Herkunft
Die Mitra tritt unter den sakralen Kleidungsstücken abendländischer Bischöfe erst im 11. Jahrhundert auf, bei ostkirchlichen Bischöfen noch viel später. Die genaue Herkunft ist unsicher. Ursprünglich war die Mitra nur eine Art Mütze, vereinzelt auch nur ein Stirnband. Eigentlich ein Kennzeichen persischer Fürsten, wurde es über allerlei Umwege von den Bischöfen übernommen. Eine andere Meinung besagt, dass bereits bei Würdenträgern im Römischen Reich eine Mitra zum Ornat zählte und von der Kirche diese Kopfbedeckung übernommen wurde. Doch auch die Herkunft von einem Fischkopf wird diskutiert.

## Heraldik
Die Mitra ist in der Heraldik eine Wappenfigur, die allgemein auf einen Bischof oder anderen hohen Heiligen hinweisen soll – etwa einen Ortsgründer, Orts- oder Kirchenpatron. Dargestellt wird die Mitra meist in Silber oder Gold mit goldenen Bändern, die zu beiden Seiten herabhängen. Es gibt auch Wappen, in denen Mitra und Bischofsstab gemeinsam eine Wappenfigur ergeben. Die Mitra kann auch auf dem Schildrand ruhen oder ganz allgemein im Oberwappen sein. Mitren wurden (und werden z. T. gegen die gültige Regel) in der kirchlichen Heraldik eingesetzt, um den Rang eines Wappenträgers zu bezeichnen (Bischof, infulierter Abt), wobei jedoch in der katholischen Kirche das Wappen von Bischöfen und Kardinälen üblicherweise nicht von einer Mitra, sondern von einem Galero überhöht ist. Den Wappenschild mit einer Mitra zu bekrönen ist seit 1969 für kirchliche Würdenträger, den Papst ausgenommen, nicht mehr erlaubt. Die Mitra ist seither den Wappen von kirchlichen Institutionen vorbehalten, z. B. einem Bistum oder einer Abtei. Papst Benedikt XVI. ersetzte in seinem Wappen die zuvor in Papstwappen übliche Tiara durch eine Mitra.

Beispiele von Wappen mit Mitra
Wappen des Staates Andorra
Wappen der Gemeinde Hawangen
Wappen der Gemeinde Pleiskirchen
Wappen der Abtei Speinshart
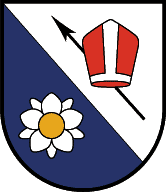
Wappen der Gemeinde Lans (Tirol)
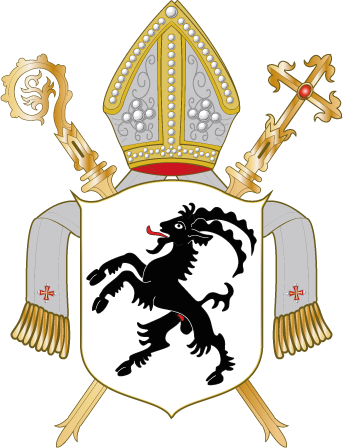
Wappen des Bistums Chur
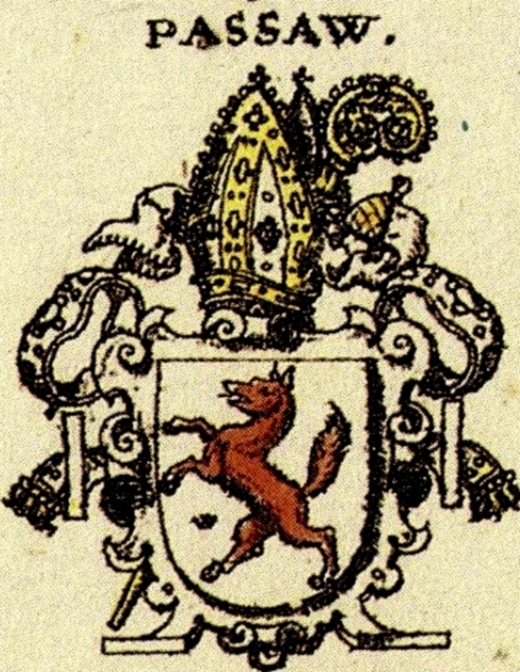
Wappen des Bistums Passau nach Siebmachers Wappenbuch
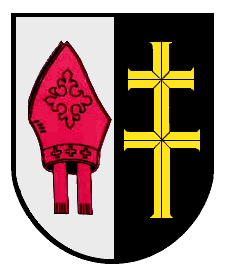
Wappen von Dettelbach–Neuses am Berg

## Varia
Eine bestimmte Abfolge von Straßen in Würzburg wird als „Bischofsmütze“ oder „Bischofshut“ bezeichnet, da sie in ihrer fünfeckigen Form an eine solche erinnert. Basis ist das rechtsseitige Mainufer; es schließen sich Juliuspromenade, Theaterstraße, Balthasar-Neumann-Promenade und Neubaustraße an.
Der Läufer im Schach wird im englischen Sprachraum bishop genannt. Sein Symbol ist eine Mitra. 